# بيلي جاك (فلم)
بيلي جاك (بالإنجليزية: Billy Jack) فيلم درامي عن الغرب الأمريكي مستقل صدر عام 1971، وهو الثاني من بين أربعة أفلام تدور حول شخصية تحمل الاسم نفسه  والتي بدأت بفيلم «مولودون خاسرين» The Born Losers 1967  بطولة وإخراج توم لافلين. بدأ تصوير الفيلم في بريسكوت بولاية أريزونا، في خريف عام 1969، لكن الفيلم لم يكتمل حتى عام 1971. انسحبت الشركة المنتجة «أفلام أمريكان إنترناشيونال» وتوقفت عن التصوير، وتقدمت شركة فوكس للقرن العشرين واستؤنف التصوير في النهاية ولكن عندما رفض ذلك الاستوديو توزيع الفيلم، تقدمت شركة وارنر بروز ومع ذلك، كان الفيلم يفتقر إلى التوزيع، لذلك حجزه لافلين في دور العرض بنفسه في عام 1971.
حقق الفيلم 10 ملايين دولار في أول عرض له، لكنه أضاف في النهاية ما يقرب من 50 مليون دولار في إعادة إصداره، مع التوزيع الذي أشرف عليه لافلين.
صدر الفيلم إلى دور العرض الأمريكية في أول مايو 1971.

## طاقم التمثيل
توم لافلين: في دور بيلي جاك
ديلورز تايلور: في دور جان روبرتس
ديفيد رويا: في دور برنارد بوزنر
كلارك هوات: في دور الشريف كول
فيكتور إيزاي: في دور الطبيب
جولي ويب: في دور باربرا
ديبي شوك: في دور كيت
تيريزا كيلي: في دور كارول
لين بيكر: في دور سارة
ستان رايس: في دور مارتن
جون مكلور: في دور ديناصور
سوزان فوستر: في دور سيندي
سوزان سوسا: في دور صن شاين
بيرت فريد: في دور السيد ستيوارت بوسنر
كينيث توبي: في دور نائب مايك

## أحداث الفيلم
ينحدر بيلي جاك (توم لافلين) الأمريكي من قبائل النافاجو (السكان الأصليين)، وهو من القوات الخاصة الأمريكية المعروفة بالقبعات الخضراء التي اشتركت في حرب فيتنام. يدافع جاك عن «مدرسة الحرية» ذات الطابع الهيبي (المستوحاة من كلية بريسكوت) وطلاب المدرسة من سكان المدينة الذين لا يفهمون أو يحبون طلاب الثقافة المضادة. المدرسة ينظمها المدير جان روبرتس (ديلوريس تايلور). ومن بين هؤلاء الشباب المضطربين فتاة اسمها باربرا (جولي ويب) حملت وتعرضت لسوء المعاملة من والدها. تذهب مجموعة من الأطفال من اعراق مختلفة من المدرسة إلى المدينة لشراء الآيس كريم، ويرفض العاملين بالمتجر خدمة الأطفال، ويقوم برنارد بوسنر (ديفيد رويا) بالإساءة لهم وإذلالهم، برنارد بوسنر هو نجل رجل السياسة الفاسد في المقاطعة ستيوارت بوسنر (بيرت فريد). يثير ما حدث مع الأطفال غضب بيلي جاك. يمر بيلي بمبادرة هندية قديمة معروفة في قبيلة نافاجو حيث يدع أفعي ذات سم مميت تعضه عن قصد، حتى يصبح شقيق الدم للثعبان. في هذه الأثناء، تفقد باربرا حملها عندما يتعثر حصانها على صخرة وتسقط أرضاً. يقوم برنارد بأعمال شريرة من قتل طالبة أمريكية من السكان الأصليين، واغتصاب الفتاة جين، ويهاجم بيلي بيت برنارد وهو في الفراش مع فتاة تبلغ 13 عاماً، ويقتله. تهاجم الشرطة بيلي، وبعد تبادل لإطلاق النار مع الشرطة، يستسلم بيلي جاك للسلطات مقابل ضمان لمدة عقد من الزمان بأن المدرسة سيُسمح لها بمواصلة العمل تحت إدارة جان، وبينما تقتاد الشرطة بيلي مكبلاً بالأصفاد، يرفع حشد كبير من المؤيدين قبضتهم كإظهار للتحدي والدعم.

## استقبال الفيلم
منح موقع الطماطم الفاسدة الفيلم تقييماً مقداره 63% بناءاً على آراء 16 ناقداً سينمائياً.
منح موقع ميتاكريتيك الفيلم تقييماً مقداره 50% بناءاً على آراء 7 نقاد.
منح الناقد السينمائي ليونارد مالتين في دليل الأفلام والفيديو الخاص به، «بيلي جاك» 1.5 نجمة من أصل 4، وكتب: «بالنظر للفيلم اليوم، فإن سياسته مشكوك فيها للغاية، ورسالته للسلام تبدو سخيفة، مع الأخذ في الاعتبار مقدار العنف في الفيلم».
منح روجر إيبرت الفيلم 2.5 نجمة من أصل 4 ورأى أيضًا أن رسالة الفيلم متناقضة مع نفسها، حيث كتب: «أنا أيضًا منزعج إلى حد ما من الموضوع المركزي للفيلم. يبدو أن بيلي جاك يقول نفس الشيء مثل» مولودون خاسرين«أن البندقية أفضل من الدستور في تطبيق العدالة».
وافق هوارد طومسون، الذي كتب لصحيفة نيويورك تايمز، على وصف الفيلم بأنه «هادف جدًا لكنه مضلل» كما كتب: «بالنسبة للصورة التي تدعو إلى السلام، يبدو بيلي جاك مفتونًا بالعنف الذي يمتلئ به». وأضاف أن «بعض عمليات تسليم السطور غير الاحترافية في البرنامج النصي بواسطة السيد فرانك وتيريزا كريستينا أمر فظيع للغاية. الرسالة صدمت حناجر المتفرجين وهي بحاجة ماسة إلى تعديل كبير لإخبار قصة مباشرة. الأشياء من نواح كثيرة جدًا في سياق قصة مناسبة، لكنها تتميز بالنضارة والفكاهة الأصلية والرحمة لدرجة أن المرء كثيرًا ما ينتقل إلى عاطفة حقيقية. التوتر الشديد الذي يحافظ عليه من خلال عدم التكافؤ إلى نهاية ساحقة. هذا الإصدار الاستفزازي لشركة وارنر يعد بطريقته الفريدة والمحرجة إحدى الأفلام الهامة لهذا العام».
كتب غاري أرنولد لصحيفة واشنطن بوست وانتقد بيلي جاك ووصفه بأنه "بارع ومخادع بشكل مروع''، موضحًا: "كل قضية اجتماعية يتم التعامل معها بشكل درامي من حيث الخير والشر المطلقين وغير السياسيين. الأخيار هم بجانب الملائكيين، بينما الأشرار، وفقًا لاحتياجات اللحظة، مهرجون مطلقون أو شياطين مطلقة. يميل أي شخص لديه أدنى أثر للشك أو التطور إلى رفض الفيلم تمامًا ولسبب وجيه، نظرًا لأن هذا النوع من التبسيط مخادع اجتماعيًا ودراميًا. في النهاية، يعتبر «بيلي جاك» بمثابة عملية بيع كبيرة مثل أي نسخة أكثر لمعانًا من تحطيم المعتقدات التقليدية التجارية (تم إقناع بيلي جاك بقبول الضمانات التي تبرأ منها مائة عام من التاريخ الهندي)، هناك ما يكفي من الإخلاص البريء في الفيلم لإثبات أن توم لافلين لديه، على الأقل، شجاعة قناعاته، حتى لو لم يتم التفكير في تلك القناعات إلا بصعوبة".

## الجوائز والترشيحات
حصلت ديلوريس تايلور على ترشيح لجائزة جولدن جلوب لعام 1972 كأفضل ممثلة جديدة واعدة، وفاز توم لافلين بالجائزة الكبرى لبيلي جاك في مهرجان تاورمينا السينمائي الدولي Taormina International Film Festival عام 1971 في إيطاليا، وترشح لجائزة أفضل ممثل في مهرجان جوائز أفلام (NAACP) لعام 1971.

## روابط خارجية
- الموقع الرسمي
- بيلي جاك على موقع IMDb (الإنجليزية)
- بيلي جاك على موقع ميتاكريتيك (الإنجليزية)
- بيلي جاك على موقع روتن توميتوز (الإنجليزية)
- بيلي جاك على موقع ألو سيني (الفرنسية)
- بيلي جاك على موقع أول موفي (الإنجليزية)
- بيلي جاك على موقع فيلمافينيتي (الإسبانية)
- بيلي جاك على موقع قاعدة بيانات الأفلام السويدية (السويدية)
- بيلي جاك على موقع قاعدة بيانات الفيلم (الإنجليزية)
- بيلي جاك على موقع ليتربوكسد (الإنجليزية)
- بيلي جاك على موقع كينوبويسك (الروسية)